# Lower Merion Township
Lower Merion Township est un township du comté de Montgomery, en Pennsylvanie, aux États-Unis.